# Esmara
Esmara o Semara (en árabe: السمارة‎) o, en español, Smara es una ciudad del Sáhara Occidental, antiguo Sahara Español. Actualmente ocupada por los invasores marroquíes, provincia de Esmara en la región de El Aaiún-Saguía el-Hamra, En 2004 tenía unos 40 347 habitantes.

## Historia

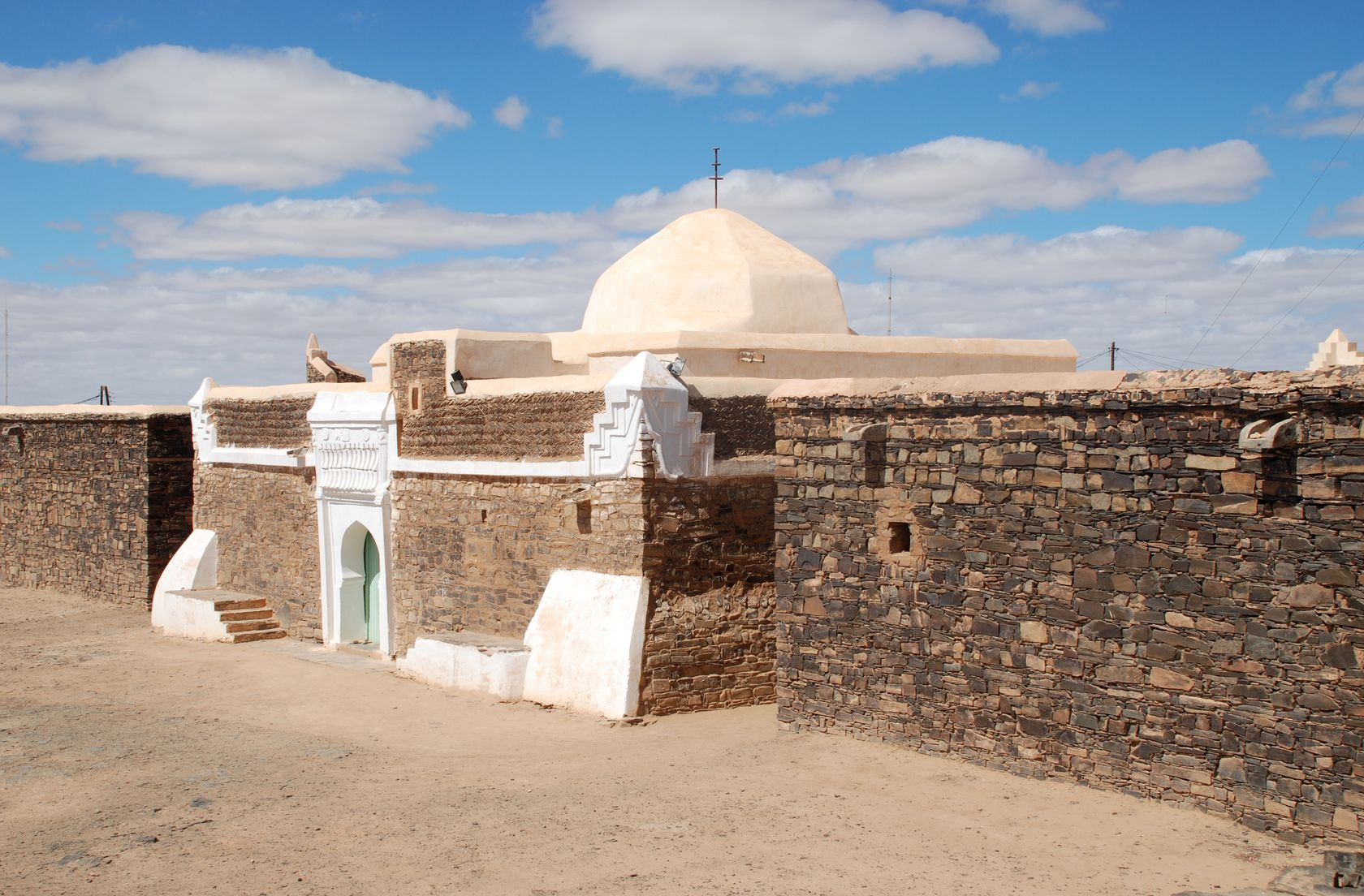
Mezquita de Esmara (finales del) rehabilitada en 2010

En 1898, el jeque saharaui Ma al-'Aynayn fundó la población en el oasis de Smara, zona rica en pastos y agua alejada de la costa. Se encontraba, además, bien situada para controlar las caravanas que se dirigieran hacia el norte, a Guelmim desde las salinas de Iyil o Tumbuctú y el Níger. De esta época data la mezquita inacabada en la rabida o alcazaba de Esmara, edificada con el apoyo de Fez, gracias a la influencia sobre el heredero Abd al-Aziz de Marruecos. Se trata, por lo tanto, de la única ciudad importante del Sahara Occidental que no fue fundada por los españoles. 
Este jeque se nombró imán y declaró la yihad contra franceses y británicos, resistiendo gracias a la ayuda del sultán de Marruecos hasta 1910. Ese año el sultán le retiró su ayuda debido a las presiones francesas por la firma del Tratado de Fez con Marruecos y el tratado hispano-francés para el reconocimiento de la soberanía de cada país sobre sus territorios en África occidental. El jeque ayudaría a los combatientes antifranceses del sur de Marruecos. En 1913 Francia ocupó Esmara y la devolvió a España. La resistencia contra los franceses fue decreciendo hasta que terminó en 1920. Finalmente, el 15 de julio de 1934 el capitán Carlos de la Gándara al mando de meharis indígenas entró en el oasis, haciendo efectiva la ocupación. En los meses posteriores se acometieron obras de fortificación, en los pozos y del aeródromo.
A partir de finales de los años cincuenta se destaca la VII Bandera de la Legión Española en las precarias instalaciones de la alcazaba del Sultán Azul. El moderno y bien equipado cuartel de los años 60 se debe al impulso del teniente coronel Víctor Lago Román. Además, se destacó en Esmara la Agrupación de Tropas Nómadas del Sáhara, cuartel empleado en la actualidad por el Ejército de Marruecos. En torno a los cuarteles y personal civil de la Administración se fue creando un núcleo urbano moderno, con servicios como Correos, un dispensario médico, escuela, gasolinera, aeródromo, etc. Se trataba de la tercera ciudad más poblada del África Occidental Española con unos dos mil seiscientos habitantes, por detrás de El Aaiún y Villa Bens. En el ambiente prebélico de 1956 las tropas de Esmara fueron destinadas a reforzar la posición de El Aaiún, y las familias europeas evacuadas a Sidi Ifni. Durante la guerra de Ifni-Sahara las tropas se movieron a y desde Esmara en función de las necesidades de refuerzo de El Aaiún frente al Frente de Liberación y definitivamente con la entrada de Francia en la guerra. Se cerraron las oficinas de Istiqlal y de Derham Boaida por colaboracionistas y cómplices de las agresiones a las tropas nómadas. De 1969 data la actual mezquita de Esmara.
Como curiosidad, una localización al sur de Esmara fue elegida para hacer la primera prueba nuclear del Proyecto Islero la cual nunca se llevó a cabo.
El Frente Polisario se fundó en esta ciudad el 10 de mayo de 1973. 
Tras el Acuerdo de Madrid, el 27 de noviembre de 1975 la VII Bandera de la Legión entregó Esmara al Ejército de Marruecos, causando un éxodo de saharauis contrarios a Marruecos hacia Argelia para escapar de las represalias marroquíes por su apoyo al Frente Polisario. En su huida hacia Argelia, las fuerzas aéreas marroquíes utilizaron napalm, fósforo blanco y bombas de fragmentación contra la población civil. Amnistía Internacional ha estimado las bajas en más de quinientas. Dentro de la guerra del Sahara Occidental tuvo lugar el 5 de octubre de 1979 la batalla de Esmara, de una violencia en el combate sin precedentes hasta la fecha. A principios de los años ochenta Marruecos construyó el primer tramo del muro marroquí en el Sahara Occidental, reforzado por un segundo muro años después. 
En 2005 la ciudad se convirtió en el escenario de graves protestas en contra de la ocupación marroquí. El 25 de mayo de 2005 la policía marroquí disolvió una manifestación pacífica en apoyo de la independencia y el Frente Polisario en el marco de las nuevas Intifada en las calles de los principales núcleos urbanos del Sahara Occidental junto a las protestas pro-saharauis en algunos centros universitarios de Marruecos.
En 2010 se rehabilitó la mezquita de finales del siglo XIX.

## Economía
En los alrededores de esta ciudad se desarrollan multitud de árboles de la especie denominada argán, dando lugar a industrias de producción del valioso aceite que se extrae de sus semillas.